# Distretto di Kalinkavičy
Il distretto di Kalinkavičy (in bielorusso Калінкавіцкі раён?) è un distretto (raën) della Bielorussia appartenente alla regione di Homel'.